# Isabel Durant
Isabel Durant (ur. 20 grudnia 1991) – australijska aktorka i tancerka. Znana jest głównie z roli Ondiny w serialu Mako Mermaids: Syreny z Mako. Karierę aktorską rozpoczęła w 2007 roku.

## Wybrana filmografia
| Rok       | Tytuł                               | Rola                         | Uwagi           |
| --------- | ----------------------------------- | ---------------------------- | --------------- |
| 2007      | Razzle Dazzle: A Journey into Dance | Członkini zespołu tanecznego | Debiut aktorski |
| 2012      | Dance Academy                       | Grace Whitney                | Rola główna     |
| 2013      | Reef Doctors                        | Emma                         | Rola gościnna   |
| 2013      | Camp                                | Deanna                       | Rola gościnna   |
| 2013–2016 | Mako Mermaids: Syreny z Mako        | Ondina                       | Rola główna     |
| 2017      | Tacy jesteśmy                       | Kelly                        | Rola gościnna   |